# Sant'Apollinare Nuovo
Sant'Apollinare Nuovo je bazilika v italském městě Ravenna. Postavil ji ostrogótský král Theodorich Veliký jako svou palácovou kapli během první čtvrtiny 6. století (jak je doloženo v Liber Pontificalis). Tento původně ariánský kostel byl zasvěcen v roce 504 „Kristu Vykupiteli“. Znovu vysvěcen byl v roce 561 za vlády byzantského císaře Justiniána I., nově byl zasvěcen svatému Martinovi z Tours, nepříteli arianismu. Podle tradice papež Řehoř Veliký nařídil začernit mozaiky v kostele, protože "jejich zlatý lesk odváděl pozornost věřících od modliteb", ale vadil spíše ariánský obsah (renovaci ariánských mozaik provedl v polovině 19. století Felice Kibel). Bazilika byla znovu přejmenována v roce 856, kdy sem byly přeneseny ostatky svatého Apolináře z baziliky Sant'Apollinare in Classe kvůli hrozbě pirátských nájezdů z Jaderského moře. Apsida byla těžce poškozena během první světové války. Před vchodem do kostela je mramorový portikus ze 16. století. Vedle něj stojí kruhová zvonice z 9. nebo 10. století. Kostel je zapsán na seznamu Světového dědictví UNESCO, v rámci položky Raně křesťanské památky v Ravenně. UNESCO při zápisu zvláště zdůraznilo, že "exteriér i interiér baziliky ilustruje fúzi mezi západním a východním uměním charakteristickou pro konec 5. a počátek 6. století.“

## Mozaiky

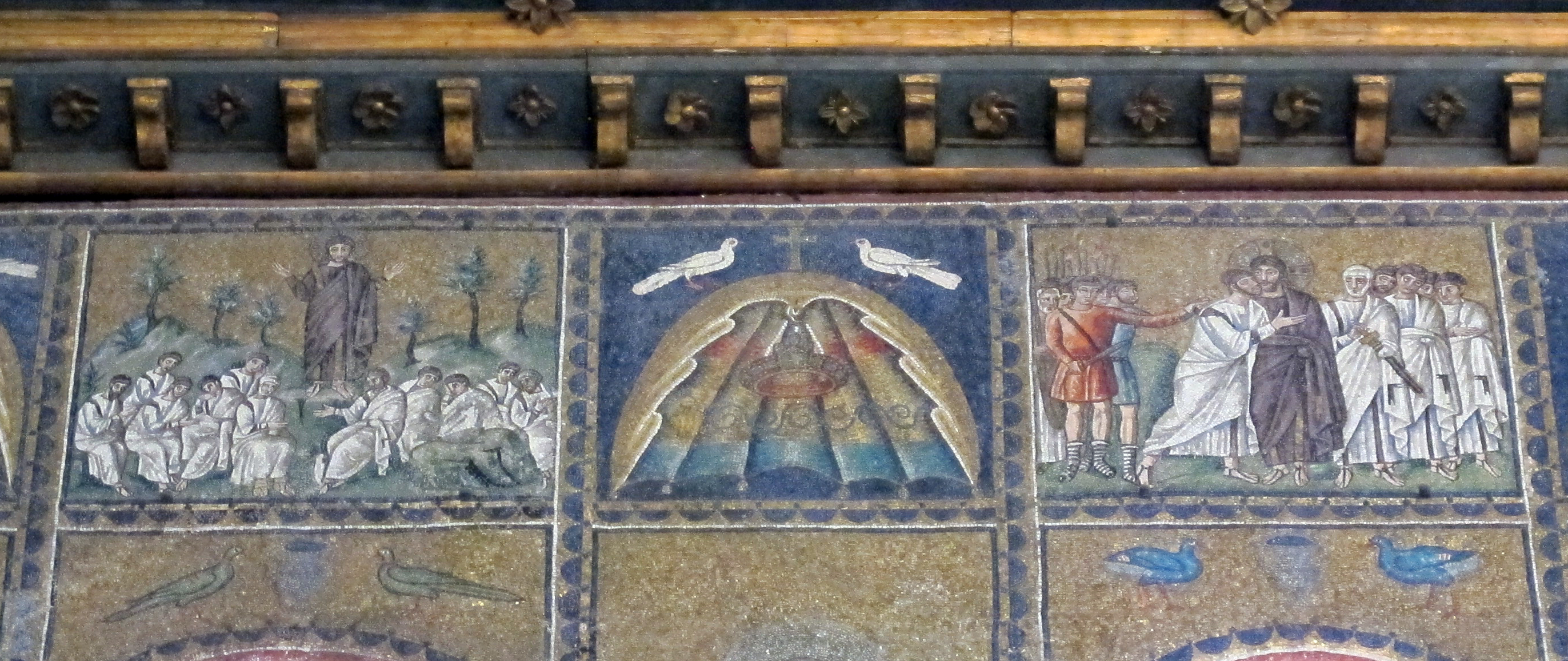

Na horním pruhu levé boční stěny je 13 malých mozaik, zobrazujících Ježíšovy zázraky a podobenství. Na pravé stěně je 13 mozaik zobrazujících umučení a zmrtvýchvstání. Chybí však bičování a ukřižování. Mozaiky popisují části Bible, které se četly nahlas v kostele během postní doby za vlády Theodorika Velikého. Na levé straně je Ježíš vždy zobrazen jako mladý muž bez vousů, oblečený jako římský císař. Vpravo je zobrazen Ježíš s plnovousem. Pro ariány to zdůrazňovalo, že Ježíš stárnul a stal se „mužem bolesti“, jak prorokoval Izajáš. Tyto mozaiky jsou odděleny dekorativními panely ve tvaru mušle, kříže a holubic. Mozaiky byly vytvořeny nejméně dvěma umělci. Další řada mozaik zobrazuje svaté, proroky a evangelisty se svatozářemi, šestnáct na každé straně. Figury jsou vyvedeny v helénisticko-římském stylu a vykazují určitou osobitost výrazu, ve srovnání s ostatními postavami v bazilice. Každý zobrazený jedinec drží knihu a na jeho rouchu je značka nebo symbol. Tyto mozaiky se střídají s okny. O řadu níže se nacházejí velké mozaiky v byzantském stylu, postrádající jakoukoli individualitu, všechny postavy mají identické výrazy. Vlevo je procesí 22 panen v čele se Třemi králi, které jde z města Classe směrem k Madoně s dítětem obklopené čtyřmi anděly. (Tři králové v této mozaice jsou pojmenováni Kašpar, Melichar a Baltazar a je to považováno za nejstarší doklad takového pojmenování Tří králů v křesťanském umění). Napravo je podobný průvod 26 mučedníků v čele se sv. Martinem, jdoucí z Theodorichova paláce směrem ke Kristu trůnícímu mezi čtyřmi anděly. Tento spodní pás, obsahující schematické znázornění Theoderichova paláce na pravé stěně a přístav Classe se třemi loděmi na levé stěně, dává určitou představu o architektuře v Ravenně v době Theodorichově. V další části kostela je hrubá mozaika s portrétem císaře Justiniána. Někteří historici tvrdí, že jedna z mozaik obsahuje první zobrazení Satana v západním umění. Má se nacházet na jedné z mozaik vedle Ježíše a za třemi kozly v podobě modrého anděla. Nemá žádné rysy, které by ho odlišovaly od jiných andělů, krom zvláštní barvy.